# 柴油朋克

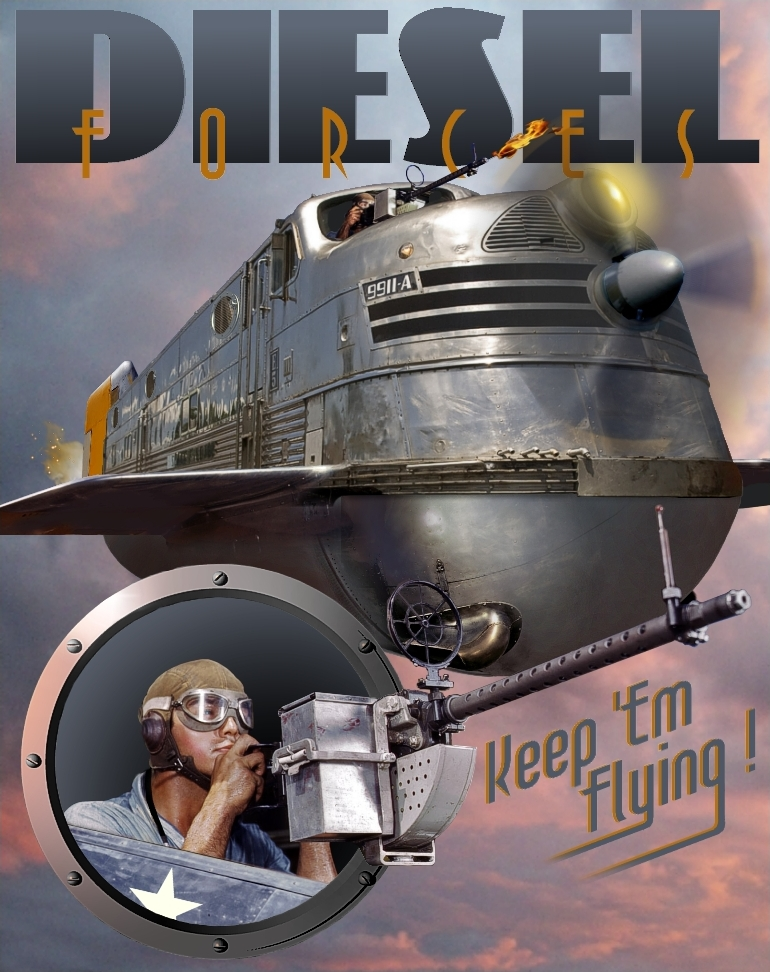
复古未来主义风格的海报，模仿1940年代的柴油技术，描绘一辆飞翔的机车

柴油朋克（英語：Dieselpunk）是一种类似蒸汽朋克的幻想题材，结合了战间期至20世纪50年代的柴油机技术、复古未来主义技术和后现代主义。
柴油朋克也衍生出相关的电影、音乐、视觉艺术、小说、电子游戏。

## 起源
“柴油朋克”一词是20世纪80年代的科学幻想体裁赛博朋克的衍生物，柴油朋克多以柴油机为西方文化焦点的战间期至20世纪50年代为背景。

## 代表作品
- 瘋狂麥斯